# فرانسوم
فرانسوم (به هلندی: Fransum) یک منطقهٔ مسکونی در هلند است که در زایدهورن واقع شده‌است.